# ビリーヴァー (星村麻衣の曲)
「ビリーヴァー」は、日本のシンガーソングライター・ピアニスト、星村麻衣の4作目（プレデビューシングルからの通算5枚目）のシングル。2003年12月3日にソニー・ミュージックアソシエイテッドレコーズより発売された。

## 解説
1stアルバム『SOUP』から5ヶ月でのリリースとなる2003年第3弾シングル。レーベルゲートCD2規格と通常のCD規格でリリースされた。
本作は、メイヤなどのプロデュースを行っているスウェーデンの音楽プロデューサーで、星村がメジャーデビュー以前から親交があったダグラス・カーの協力で製作された。タイトル曲「ビリーヴァー」は、前作「GET HAPPY」に続いてテレビドラマ主題歌となっている。

## 収録曲
全曲、作詞・作曲：星村麻衣
1. ビリーヴァー (3:51)
編曲：Douglas Carr/星村麻衣
TBS系テレビドラマ『銀座まんまんなか!』主題歌。
2. M&M (3:22)
編曲：星村麻衣
3. ビリーヴァー (Unplugged Version) (3:51)
編曲：Douglas Carr/星村麻衣

## 収録アルバム
- Joyful (#1) - アレンジバージョンで収録。
- PIANO&BEST DISC2 (#1)